# Sui Ishida
Pour les articles homonymes, voir Ishida.
Sui Ishida (石田 スイ, Ishida Sui), né le 28 décembre 1986 dans la préfecture de Fukuoka, est un mangaka japonais. Il s'est fait connaître en tant qu'auteur et illustrateur des mangas Tokyo Ghoul et sa suite Tokyo Ghoul:re ainsi que son nouveau manga: Choujin X.

## Biographie
Sui Ishida a eu une enfance marquée par de nombreux déménagements de par la profession de ses parents. Ceux-ci sont d'ailleurs très stricts envers lui et refusent qu'il devienne mangaka. Sa famille est en effet chrétienne et très conservatrice, ce qui n'est pas commun au Japon. C'est pourtant très tôt qu'il a voulu s'orienter vers ce métier grâce à l'une de ses sœurs qui dessinait. 
Il est un auteur assez discret qui donne peu d'informations sur sa vie privée, jusqu'à ne pas dévoiler son apparence. Il dit cependant ressembler à l'un des personnages de son œuvre Tokyo Ghoul : Kazuo Yoshida. On sait alors de lui qu'avant d'être mangaka, il a travaillé comme tatoueur et a aussi un jour déclaré sur Twitter ne pas fumer et faire du sport depuis son enfance, soit avoir un mode de vie plutôt sain. Sui Ishida est un grand fan de musique et aime partager ses goûts et découvertes à ses fans. Il aime également beaucoup la culture occidentale, surtout les séries et films. Il est d'ailleurs un grand fan de Star Wars, au point de s'être représenté lui-même dessinant le célèbre méchant de la saga, Dark Vador. Il apprécie également énormément les films de Tim Burton, et a même dessiné un de ses personnages, Sasaki en costume de Monsieur Jack du Noël de Monsieur Jack (qui n'est d'ailleurs pas un film de Tim Burton).
Il aurait appris à dessiner en s'inspirant du style d'autres mangakas et aurait notamment été l'assistant de l'un d'entre eux.
Récemment[Quand ?], il s'est dessiné lui avec le personnel de Tokyo Ghoul dans un omake. C'était la première fois qu'il se représentait dans une de ses œuvres. Il s'est décrit dans cet omake comme étant une personne immature, souvent en retard, maladroit et qui porte de longs manteaux ainsi qu'une sacoche. 

### Prix humoristiques qu'il a décerné à ses fans
Il adore faire des blagues, c'est pourquoi il s'amuse régulièrement à décerner des prix aux personnes qui participent à des sondages de popularité et qui votent pour ses illustrations. 
- Prix God Aniki
- Prix Insane Takizawa
- Prix des yeux bridés
- Prix Noble
- Prix 13th Ward
- Prix Villager 2
- Prix Villager 2 2
- Prix Kinmokusei
- Prix Ojisama
- Prix Gourmet
- Prix de la montagne Kachi-Kachi
- Prix NEET
- Prix Moustache
- Prix Angel Macho
- Prix Amon suralimenté

## Inspiration
Sui Ishida s'est principalement inspiré de deux figures. La première personne est Franz Kafka et sa nouvelle, La Métamorphose. À tel point que le manga et la nouvelle présentent tous deux plusieurs similitudes. 
La deuxième personne dont il s'est inspiré est Antoine de Saint Exupéry et plus précisément de son œuvre, Le Petit Prince, qui faciliterait la compréhension de certains personnages de l'univers de Tokyo Ghoul tel que Kishou Arima. Il a d'ailleurs réalisé un calendrier dans lequel il cite Le Petit Prince sous deux de ses dessins.  

## Œuvres

### Tokyo Ghoul
Après avoir remporté un prix grâce à son one shot Tokyo Ghoul Rize, il publie ce dernier en tant que série sous le nom Tokyo Ghoul entre 2011 et 2014 dans le magazine Young Jump, et par Glénat Manga en version française dès 2013. Une suite intitulée Tokyo Ghoul:re est publiée entre 2014 et 2018.
L'œuvre a connu de nombreuses adaptations sur différents supports, dont trois adaptations en anime par le studio d'animation Pierrot, disponible en podcast sur Wakanim : 
- Tokyo Ghoul, entre juillet et septembre 2014.
- Tokyo Ghoul √A, entre janvier et mars 2015.
- Tokyo Ghoul:re, entre avril et juin 2018.

On compte aussi des original vidéo animation (Tokyo Ghoul: Jack, Tokyo Ghoul: Zakki), light novels (Hibi, Kūhaku, Sekijitsu), jeux vidéo (Tokyo Ghoul Carnaval), pièces de théâtre et film live.

### ProjetJack Jeanne
Le 16 mars 2019, Sui Ishida annonce, sur Twitter et son site web, qu'il travaille sur un projet appelé Jack Jeanne en collaboration avec les entreprises Broccoli et Happinet. Plus d'un mois après, le 23 avril 2019, Jack Jeanne est présenté, via un teaser sur Youtube. Il s'agit d'un jeu vidéo sur Nintendo Switch. Sui Ishida co-écrit le scénario de ce jeu avec Shin Towada, qui a écrit 3 romans dans l'univers Tokyo Ghoul (Tokyo Ghoul: Days, Void, Past). Bien qu'aidé de développeurs, le créateur de Tokyo Ghoul a tout de même été à la direction de la partie artistique et réalisation du jeu. Un gameplay de type Persona-like et rythmique attendra le joueur. Sui Ishida qualifie son jeu de "girls opera game". Jack Jeanne se déroule dans une école d'Opéra dirigée par un personnage nommé Tamasaka. Le joueur incarnera une jeune fille, Kisa Tashibana, qui a rejoint l'école. Cependant, cette dernière doit absolument cacher son genre afin de réaliser le spectacle final de l'Opéra.

### Choujin X
Le 23 novembre 2020, sur son compte Twitter Sotonami, Sui Ishida présente une première image de son nouveau manga intitulé Choujin X. Il met en scène les aventures de deux amis très différents : Azuma Higashi et Tokio Kurohara. Ces derniers vivent dans la préfecture de Yamato, qui a été détruite par des humains aux capacités surnaturelles nommés les Choujins. Un jour, quand ils rentrent chez eux, ils font la rencontre d'un de ces humains qui menace de les tuer. Pour échapper à cela, ils prennent la décision de devenir des Choujins. En avril 2021, Sui Ishida a révélé quelques brouillons de son œuvre. Un mois plus tard, le 8 mai, le logo du manga a été dévoilé. Choujin X a commencé à être publié le 10 mai 2021 sur le site Tonari no Young Jump de l'éditeur japonaise Shūeisha. Le manga sera, en octobre 2021, publié sur le magazine Weekly Young Jump du même éditeur. Jusqu'alors disponible qu'en japonais, le manga est édité en anglais sur le site web de VIZ Media puis disponible sur la plate-forme digitale Manga Plus en anglais, russe, indonésien, espagnol et portugais.

### Œuvres mineures
- The Tale of Longing for Sex (2009) - Webcomic
- The Penisman (2010) - Webcomic
- Hisoka Story Draft (2016) - Oneshot

## Réseaux sociaux et communication
Sui Ishida communique beaucoup à travers différents réseaux pour partager ses passions. Il partage énormément avec sa communauté sur Twitter, répond souvent aux messages de ses fans, et grâce à Twitch, il réalise régulièrement des dessins en direct pour montrer aux auditeurs l'évolution de ses œuvres. Cette facette très démonstrative de son travail contraste avec la personnalité très privée que l'on dépeint de lui. Pour rester secret, il modifie alors le pitch de sa voix et reste évidemment très évasif sur les questions qui le concernent. 

## Récompenses
Il remporte le Prix d'excellence du 113e Grand Prix du magazine Weekly Young Jump en 2011 pour son one shot Tokyo Ghoul Rize.